# 安武
安 武（안무、1883年旧暦6月29日 - 1924年陽暦9月8日）は韓国の独立活動家。本名は安秉鎬、雅名は青田。本貫は順興安氏。

## 生涯
咸鏡北道鏡城郡の武人家出身で1899年に大韓帝国の軍人になった。咸北茂山郡など国境地帯で陸軍軍事訓練を担当する教錬官を務めた。
1907年の大日本帝国による大韓帝国軍隊解散後は咸北地方で体育教師を勤め、1910年の日韓併合条約締結をきっかけに北間島へ亡命して抗日運動に参加した。
1919年の三・一運動をきっかけに北間島で李東輝、金躍淵などとともに大韓国民会を組織して国民会軍司令官に就任した。旧韓国軍出身の経験を生かして国民会軍の訓練を引き受け、独立軍養成と武装に力を傾けた。
1920年には崔振東の軍務都督府と連合して大韓軍北路督軍府（司令官崔振東）を組織し、鳳梧洞戦闘で勝利した。日本は正規軍が殲滅された鳳梧洞戦闘以後、この地域に討伐軍を大挙投入し、同年10月21日から金佐鎮、洪範図とともに青山里戦闘に参加して日本軍討伐軍を相手に勝利した。
青山里戦闘後ロシアの沿海地方に移動し、自由市惨変が起きると、北間島に帰って瓦解した独立軍組織再建のために力を尽くした。
1923年に北京市で開催された国民代表会議に参加して国民委員に選出されたが、1924年に竜井市で日本警察の襲撃で銃傷を負って逮捕された。日本の治療を拒否してすぐに死亡した。
1980年に建国勲章独立章を受勲した。

## 参考サイト
- 大韓民国国家報勲処, 이 달의 독립 운동가 상세자료 - 안무, 1994년
- 《경향신문》, 다시쓰는 독립운동列伝 Ⅱ 중국편 - 6. 간도 국민회군 사령관 안무 (2005.7.4)